# Finland op de Olympische Zomerspelen 1976
Finland nam deel aan de Olympische Zomerspelen 1976 in Montréal, Canada. Het totale aantal medailles daalde ten opzichte van de vorige editie van acht naar zes, maar er werd wel een gouden medaille meer gewonnen.

## Medailleoverzicht
| Sport     | Olympiër         | Onderdeel                | Medaille |
| --------- | ---------------- | ------------------------ | -------- |
| Atletiek  | Lasse Virén      | 5000m (m)                | Goud     |
| Atletiek  | Lasse Virén      | 10000m (m)               | Goud     |
| Roeien    | Pertti Karppinen | skiff (m)                | Goud     |
| Worstelen | Pertti Ukkola    | -57kg Grieks-Romeins (m) | Goud     |
| Atletiek  | Antti Kalliomäki | polsstokhoogspringen (m) | Zilver   |
| Atletiek  | Hannu Siitonen   | speerwerpen (m)          | Zilver   |

## Deelnemers en resultaten

### Atletiek
| Olympiër                                                        | Onderdeel                | Resultaat | Prestatie                                                                                            |
| --------------------------------------------------------------- | ------------------------ | --------- | --- |
| Hannu Mäkelä                                                    | 200m (m)                 | DNS       | serie 1: niet gestart                                                                                |
| Ossi Karttunen                                                  | 400m (m)                 | 25e       | serie 4: 4de in 47,22 kwartfinale 1: 5de in 47,45                                                    |
| Markku Kukkoaho                                                 | 400m (m)                 | 17e       | serie 5: 4de in 47,67 kwartfinale 3: 5de in 46,24                                                    |
| Markku Taskinen                                                 | 800m (m)                 | DNS       | serie 4: niet gestart                                                                                |
| Markku Laine                                                    | 1500m (m)                | 33e       | serie 2: 8ste in 3.45,32                                                                             |
| Antti Loikkanen                                                 | 1500m (m)                | 33e       | serie 1: 7de in 3.45,32                                                                              |
| Lasse Orimus                                                    | 5000m (m)                | 15e       | serie 3: 7de in 13.23,43                                                                             |
| Pekka Päivärinta                                                | 5000m (m)                | 13e       | serie 2: 2de in 13.45,77 finale: 13de in 13.46,61                                                    |
| Lasse Virén                                                     | 5000m (m)                | Goud      | serie 1: 4de in 13.33,39 finale: 1ste in 13.24,76                                                    |
| Pekka Päivärinta                                                | 10000m (m)               | DNF       | serie 2: niet gefinisht                                                                              |
| Martti Vainio                                                   | 10000m (m)               | 18e       | serie 1: 8ste in 28.26,60                                                                            |
| Lasse Virén                                                     | 10000m (m)               | Goud      | serie 3: 3de in 28.14,95 finale: 1ste in 27.40,38                                                    |
| Lapio Kantanen                                                  | 3000m steeplechase (m)   | 4e        | serie 2: 2de in 8.20,82 finale: 4de in 8.12,60                                                       |
| Ismo Toukonen                                                   | 3000m steeplechase (m)   | 13e       | serie 1: 5de in 8.27,96 finale: 12de in 8.42,74                                                      |
| Hannu Mäkelä Ossi Karttunen Stig Lonnqvist Markku Kukkoaho      | 4x400m (m)               | 8e        | serie 1: 5de in 3.05,02 finale: 8ste in 3.06,51                                                      |
| Håkan Spik                                                      | marathon (m)             | 16e       | 2:17.50                                                                                              |
| Jukka Toivola                                                   | marathon (m)             | 27e       | 2:20.46                                                                                              |
| Lasse Virén                                                     | marathon (m)             | 5e        | 2:13.10                                                                                              |
| Pentti Kuukasjärvi                                              | hink-stap-springen (m)   | 10e       | kwalificatie groep A: 8ste met 16,31m finale: 10de met 16,23m                                        |
| Tapani Haapakoski                                               | polsstokhoogspringen (m) | 15e       | kwalificatie groep B: 2de met 5,10m finale: 15de met 5,20m                                           |
| Antti Kalliomäki                                                | polsstokhoogspringen (m) | Zilver    | kwalificatie groep A: 1ste met 5,10m finale: 2de met 5,50m                                           |
| Reijo Ståhlberg                                                 | kogelstoten (m)          | 12e       | kwalificatie groep B: 6de met 19,40m finale: 12de met 18,99m                                         |
| Pentti Kahma                                                    | discuswerpen (m)         | 6e        | kwalificatie groep A: 4de met 62,10m finale: 6de met 63,12m                                          |
| Markku Tuokko                                                   | discuswerpen (m)         | 17e       | kwalificatie groep A: 11de met 59,80m                                                                |
| Seppo Hovinen                                                   | speerwerpen (m)          | 7e        | kwalificatie groep A: 1ste met 89,76m finale: 7de met 84,26m                                         |
| Jorma Jaakola                                                   | speerwerpen (m)          | DNF       | kwalificatie groep A: 3de met 83,84m finale: niet gestart                                            |
| Hannu Siitonen                                                  | speerwerpen (m)          | Zilver    | kwalificatie groep A: 9de met 79,38m finale: 2de met 87,92m                                          |
| Johannes Lahti                                                  | tienkamp (m)             | 11e       | 7771 punten                                                                                          |
| Heikki Leppänen                                                 | tienkamp (m)             | DNF       | niet gefinisht                                                                                       |
|                                                                 |                          |           | |
| Mona-Lisa Strandvall-Pursiainen                                 | 100m (v)                 | 26e       | serie 6: 6de in 11,62 kwartfinale 4: 7de in 11,72                                                    |
| Mona-Lisa Strandvall-Pursiainen                                 | 200m (v)                 | 26e       | serie 5: 5de in 24,52 kwartfinale 2: 7de in 24,10                                                    |
| Marika Eklund-Lindholm                                          | 400m (v)                 | 29e       | serie 4: 6de in 53,64 kwartfinale 2: 6de in 54,07                                                    |
| Riitta Salin                                                    | 400m (v)                 | 7e        | serie 5: 2de in 52,57 kwartfinale 4: 1ste in 51,62 halve finale 1: 4de in 51,26 finale: 7de in 50,98 |
| Pirjo Wilmi-Häggman                                             | 400m (v)                 | Zilver    | serie 6: 4de in 52,73 kwartfinale 1: 3de in 51,65 halve finale 2: 3de in 51,03 finale: 4de in 50,56  |
| Nina Holmén                                                     | 1500m (v)                | 9e        | serie 2: 3de in 4.07,14 halve finale 2: 2de in 4.07,53 finale: 9de in 4.09,55                        |
| Pirjo Haggman Marika Lindholm Mona-Lisa Pursiainen Riitta Salin | 4x400m (v)               | 6e        | serie 1: 3de in 3.26,30 finale: 6de in 3.25,87                                                       |
| Susann Sundqvist                                                | hoogspringen (v)         | 15e       | kwalificatie groep B: 5de met 1,80m finale: 15de met 1,84m                                           |

### Boksen
| Olympiër        | Onderdeel   | Resultaat | Prestatie |
| --------------- | ----------- | --------- | --- |
| Lasse Friman    | -63,5kg (m) | 17e       | 1ste ronde: vrij 2de ronde: V van CAN Clarke: 0-5                                                                                    |
| Kalevi Marjamaa | -67kg (m)   | 28e       | 1ste ronde: vrij 2de ronde: V van URS Rachkov: scheidsrechterlijke beslissing                                                        |
| Kalevi Kosunen  | -71kg (m)   | 5e        | 1ste ronde: W van URU Scassino: 4-1 2de ronde: W van SWE Vainonen: 4-1 kwartfinale: V van CUB Garbey: scheidsrechterlijke beslissing |
| Jorma Taipale   | -75kg (m)   | 14e       | 1ste ronde: V van URS Riskiyev: knock-out                                                                                            |
| Pekka Ruokola   | +81kg (m)   | 5e        | 1ste ronde: vrij 2de ronde: W van NIG Ataga: walk-over kwartfinale: V van CUB Stevenson: knock-out                                   |

### Boogschieten
| Olympiër       | Onderdeel       | Resultaat | Prestatie                                                                              |
| -------------- | --------------- | --------- | -------------------------------------------------------------------------------------- |
| Kauko Laasonen | individueel (m) | 20e       | 1ste ronde: 20ste met 1156 punten 2de ronde: 21ste met 1192 punten totaal: 2348 punten |

### Gewichtheffen
| Olympiër          | Onderdeel   | Resultaat | Prestatie                                                       |
| ----------------- | ----------- | --------- | --------------------------------------------------------------- |
| Arvo Ala-Patia    | -75kg (m)   | 5e        | trekken: 8ste met 137,5kg stoten: 4de met 177,5kg totaal: 310kg |
| Juhani Avellan    | -82,5kg (m) | 5e        | trekken: 7de met 145kg stoten: 6de met 185kg totaal: 320kg      |
| Jaakko Kailajarvi | -90kg (m)   | DNF       | trekken: 12de met 145kg stoten: geen geldige poging             |
| Taito Haara       | -110kg (m)  | 10e       | trekken: 7de met 160kg stoten: 8ste met 200kg totaal: 360kg     |
| Jouko Leppa       | +110kg (m)  | DNF       | trekken: geen geldige poging                                    |

### Judo
| Olympiër     | Onderdeel       | Resultaat | Prestatie |
| ------------ | --------------- | --------- | --------- |
| Markku Airio | +93kg (m)       | 17e       |           |
| Markku Airio | open klasse (m) | 16e       |           |

### Kanovaren
| Olympiër                                            | Onderdeel     | Resultaat | Prestatie                                                                     |
| --------------------------------------------------- | ------------- | --------- | ----------------------------------------------------------------------------- |
| Timo Grönlund                                       | C-1 500m (m)  | 12e       | serie 1: 3de in 2.14,40 halve finale 2: 4de in 2.17,39                        |
| Timo Grönlund                                       | C-1 1000m (m) | 13e       | serie 2: 5de in 4.30,93 herkansingen: 4de in 4.19,71                          |
| Hannu Kojo                                          | K-1 1000m (m) | 14e       | serie 2: 3de in 4.01,44 halve finale 3: 4de in 3.55,03                        |
| Hannu Kojo Kari Markkanen                           | K-2 500m (m)  | 6e        | serie 3: 2de in 1.44,51 halve finale 2: 3de in 1.40,06 finale: 6de in 1.39,59 |
| Heikki Mäkelä Eero Hynninen Ilkka Nummisto Unto Elo | K-4 1000m (m) | 17e       | serie 3: 5de in 3.16,29 herkansingen: 5de in 3.13,73                          |

### Moderne vijfkamp
| Olympiër                                 | Onderdeel       | Resultaat | Prestatie    |
| ---------------------------------------- | --------------- | --------- | ------------ |
| Heikki Hulkkonen                         | individueel (m) | 17e       | 4809 punten  |
| Risto Hurme                              | individueel (m) | 11e       | 5158 punten  |
| Jussi Pelli                              | individueel (m) | 23e       | 4932 punten  |
| Heikki Hulkkonen Risto Hurme Jussi Pelli | team (m)        | 7e        | 15000 punten |

### Roeien
| Olympiër                                               | Onderdeel       | Resultaat | Prestatie |
| ------------------------------------------------------ | --------------- | --------- | --- |
| Pertti Karppinen                                       | skiff (m)       | Goud      | serie 1: 4de in 7.12,94 herkansingen: 1ste in 7.06,81 halve finale 2: 3de in 6.59,13 finale: 1ste in 7.29,03 |
| Leo Ahonen Kari Hanska                                 | twee-zonder (m) | 8e        | serie 2: 3de in 7.02,62 halve finale 1: 4de in 6.35,53                                                       |
| Jorma Hurme Erkka Mattila Pekka Pietilä Matti Salminen | vier-zonder (m) | 13e       | serie 1: 5de in 6.38,91 herkansingen: 4de in 6.21,54                                                         |

### Schermen
| Olympiër                                                 | Onderdeel      | Resultaat | Prestatie |
| -------------------------------------------------------- | -------------- | --------- | --------- |
| Veikko Salminen                                          | degen (m)      | 58e       |           |
| Heikki Hulkkonen Risto Hurme Jussi Pelli Veikko Salminen | degen team (m) | 11e       |           |

### Schietsport
| Olympiër         | Onderdeel              | Resultaat | Prestatie                       |
| ---------------- | ---------------------- | --------- | ------------------------------- |
| Jouko Hietalahti | 50m geweer 3 houdingen | 43e       | 1116 punten: (385-379-352)      |
| Jaakko Minkkinen | 50m geweer 3 houdingen | 24e       | 1137 punten: (387-382-368)      |
| Jouko Hietalahti | 50m geweer liggend     | 41e       | 586 punten: (98-97-97-97-99-98) |
| Jaakko Minkkinen | 50m geweer liggend     | 57e       | 583 punten: (98-95-96-97-99-98) |
| Markus Remes     | skeet                  | 35e       | 188 punten                      |
| Ari Westergård   | skeet                  | 22e       | 191 punten                      |

### Wielersport
| Olympiër     | Onderdeel                     | Resultaat | Prestatie |
| Baan         | Baan                          | Baan      | Baan      |
| ------------ | ----------------------------- | --------- | --------- |
| Harry Hannus | individuele achtervolging (m) | 13e       |           |
| Weg          |                               |           |           |
| Harry Hannus | wegwedstrijd (m)              | 20e       | 4:49.01,0 |

### Worstelen
| Olympiër           | Onderdeel   | Resultaat   | Prestatie |
| Vrije stijl        | Vrije stijl | Vrije stijl | Vrije stijl |
| ------------------ | ----------- | ----------- | --- |
| Kari Övermark      | -68kg (m)   | 24e         | 1ste ronde: V van USA Keaser 2de ronde: V van FRG Weisenberger |
| Jarmo Övermark     | -74kg (m)   | 8e          | 1ste ronde: W van ISV David 2de ronde: W van GBR Haward 3de ronde: V van ROU Pîrcălabu 4de ronde: V van IRI Barzegar                                                      |
| Keijo Manni        | -90kg (m)   | 9e          | 1ste ronde: V van BUL Lyutviev 2de ronde: W van MGL Tserentogtokh 3de ronde: W van PAK Uddin 4de ronde: V van POL Kurczewski                                              |
| Grieks-Romeins     |             |             | |
| Pertti Ukkola      | -57kg (m)   | Goud        | 1ste ronde: W van FRG Veil 2de ronde: W van URS Mustafin 3de ronde: V van POL Lipien 4de ronde: W van HUN Doncsecz 5de ronde: W van ROU Botila 6de ronde: W van YUG Frgic |
| Pekka Hjelt        | -62kg (m)   | 6e          | 1ste ronde: W van USA Alexander 2de ronde: W van KOR Choi 3de ronde: V van HUN Reczi 4de ronde: V van ROU Paun                                                            |
| Markku Yli-Isotalo | -68kg (m)   | 8e          | 1ste ronde: W van SWE Skiöld 2de ronde: W van SEN Mané 3de ronde: V van TUR Mutlu 4de ronde: V van FRG Schöndorfer                                                        |
| Mikko Huhtala      | -74kg (m)   | 4e          | 1ste ronde: W van POL Krzesinski 2de ronde: W van USA Matthews 3de ronde: W van CUB Barban 4de ronde: V van TCH Macha 5de ronde: V van FRG Helbing                        |
| Keijo Manni        | -82kg (m)   | 9e          | 1ste ronde: W van ITA Vitucci 2de ronde: V van URS Tsjeboksarov 3de ronde: W van POL Ostrowski 4de ronde: V van JPN Takanishi                                             |

### Zeilen
| Olympiër                                  | Onderdeel | Resultaat | Prestatie                            |
| ----------------------------------------- | --------- | --------- | ------------------------------------ |
| Richard Gronblom                          | finn      | 19e       | 131 punten: (12-14-21-15-18-18-18)   |
| Mikko Brummer Rudi Biaudet                | 470       | 18e       | 126 punten: (21-11-16-15-24-9-18)    |
| Pekka Narko Juha Siira                    | tornado   | 13e       | 100,7 punten: (12-DNF-10-6-14-9-DSQ) |
| Matti Jokinen Matti Paloheimo Reijo Laine | soling    | 18e       | 134,0 punten: (9-19-20-17-20-DSQ-15) |

### Zwemmen
| Olympiër     | Onderdeel           | Resultaat | Prestatie               |
| ------------ | ------------------- | --------- | ----------------------- |
| Tuomo Kerola | 100m schoolslag (m) | 24e       | serie 2: 5de in 1.08,22 |
| Tuomo Kerola | 200m schoolslag (m) | 18e       | serie 1: 5de in 2.25,87 |

Amerikaanse Maagdeneilanden · Andorra · Antigua en Barbuda · Argentinië · Australië · Bahama's · Barbados · België · Belize · Bermuda · Bolivia · Bondsrepubliek Duitsland · Brazilië · Bulgarije · Canada · Chili · Colombia · Costa Rica · Cuba · Denemarken · Dominicaanse Republiek · Duitse Democratische Republiek · Ecuador · Egypte · Fiji · Filipijnen · Finland · Frankrijk · Griekenland · Groot-Brittannië · Guatemala · Haïti · Honduras · Hongarije · Hongkong · Ierland · IJsland · India · Indonesië · Iran · Israël · Italië · Ivoorkust · Jamaica · Japan · Joegoslavië · Kaaimaneilanden · Kameroen · Koeweit · Libanon · Liechtenstein · Luxemburg · Maleisië · Marokko · Mexico · Monaco · Mongolië · Nederland · Nederlandse Antillen · Nepal · Nicaragua · Nieuw-Zeeland · Noord-Korea · Noorwegen · Oostenrijk · Pakistan · Panama · Papoea-Nieuw-Guinea · Paraguay · Peru · Polen · Portugal · Puerto Rico · Roemenië · San Marino · Saoedi-Arabië · Senegal · Singapore · Sovjet-Unie · Spanje · Suriname · Thailand · Trinidad en Tobago · Tsjecho-Slowakije · Tunesië · Turkije · Uruguay · Venezuela · Verenigde Staten · Zuid-Korea · Zweden · Zwitserland